# 노상 배변
노상 배변 또는 야외 배변(open defecation)은 화장실이 아닌 외부("야외")에서 배변하는 인간의 관행이다. 사람들은 배변을 위해 들판, 수풀, 숲, 도랑, 거리, 운하 또는 기타 열린 공간을 선택할 수 있다. 쉽게 접근할 수 있는 화장실이 없거나 전통적인 문화적 관습 때문에 그렇게 하는 것이다. 이러한 관행은 위생 인프라와 서비스를 이용할 수 없는 곳에서 흔히 발생한다. 화장실을 사용할 수 있더라도 화장실 사용을 장려하기 위해서는 행동 변화 노력이 여전히 필요할 수 있다. '노상 배변 금지'(Open defecation free, ODF)는 야외 배변 대신 화장실을 사용하는 지역 사회를 설명하는 데 사용되는 용어이다. 예를 들어, 지역사회 주도의 전체 위생 프로그램이 시행된 후에 이런 일이 발생할 수 있다.
야외 배변은 환경을 오염시키고 건강 문제와 질병을 일으킬 수 있다. 높은 수준의 노상 배변은 높은 아동사망률, 영양 부족, 빈곤, 빈부 격차와 관련이 있다. 노상 배변의 근절은 지속 가능한 개발 목표 6번을 향한 진전을 측정하는 데 사용되는 지표이다. 극심한 빈곤 및 빈곤 위생은 통계적으로 연결되어 있다. 따라서 야외 배변을 근절하는 것은 빈곤 퇴치를 위한 노력의 중요한 부분이라고 생각된다.

## 같이 보기
- 배뇨
- 침뱉기